# Liste von Kampfkunstbüchern aus Mittelalter und Renaissance
Liste von Büchern der Kampfkunst aus Mittelalter und Renaissance, um die Geschichte der Kampfkunst anhand von schriftlichen Werken darzustellen. Bei all den Büchern dieser Zeit erhebt diese Liste keinen Anspruch auf Vollständigkeit!

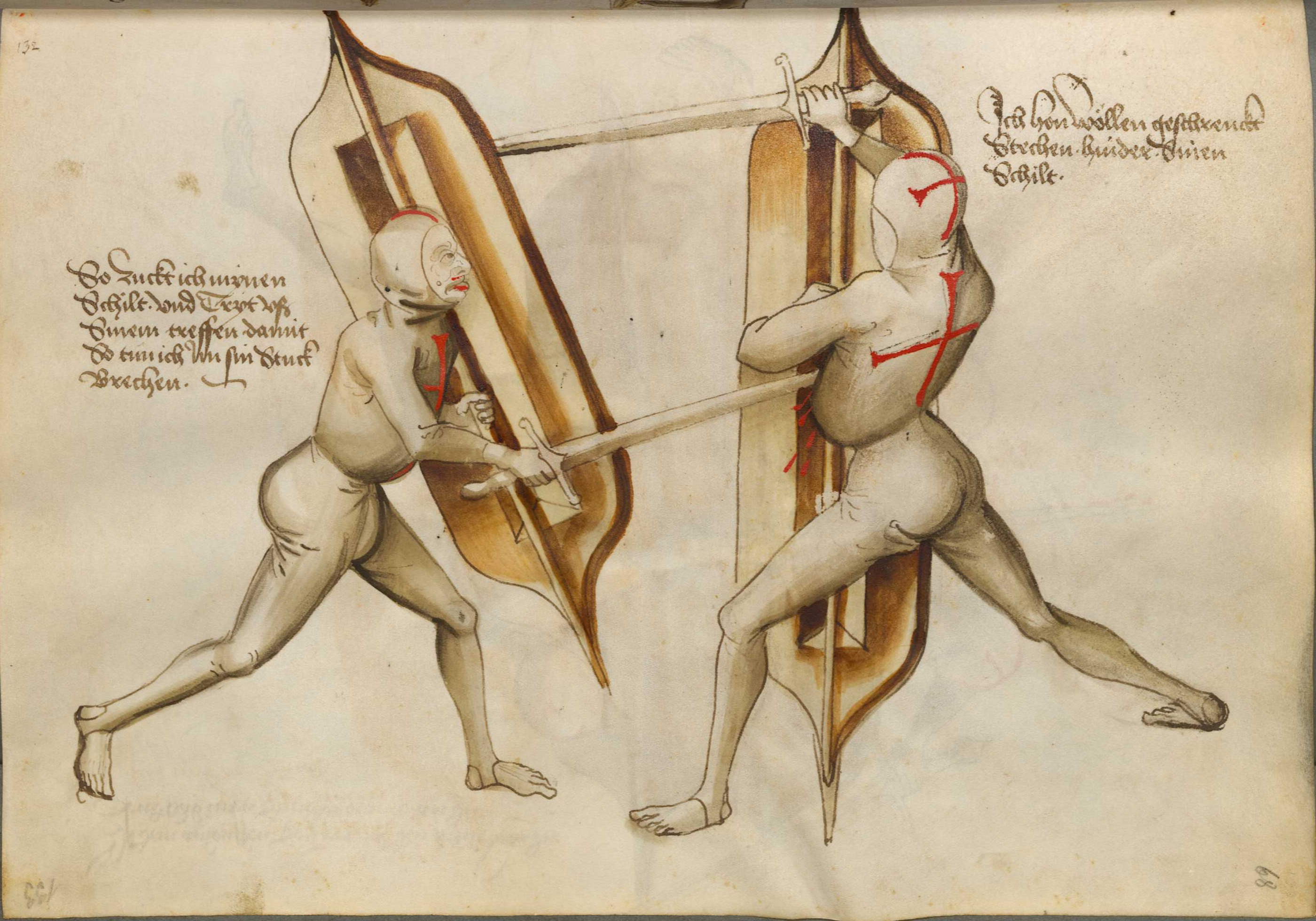
Hans Talhofers Fechtbuch von 1467 (Version dieser Handschrift)

| Jahreszahl                                                                                  | Name des Buchs und Autor sowie kurze Beschreibung |
| ------------------------------------------------------------------------------------------- | --- |
| circa 1300                                                                                  | Tower-Fechtbuch oder Manuskript I.33, beinhaltet den Kampf mit dem Ritterschwert und Buckler, vermutlich im Raum Würzburg entstanden. |
| circa 1410                                                                                  | Flos duellatorum von Fiore dei Liberis aus dem Italienischen Bereich |
| circa 1410                                                                                  | Fior di Battaglia (Die Blume des Kampfes), ein italienisches Fechtbuch von Fiore dei Liberi, beinhaltet das Fechten mit der Mordaxt. |
| circa 1420                                                                                  | Solothurner Fechtbuch, Kopie eines Werks von Paulus Kai, der nach dem Lichtenauerschen Deutschen Stil kämpfte |
| frühes 15. Jahrhundert                                                                      | Le Jeu de la Hache, ein französisches Fechtbuch über den Kampf mit der Mordaxt. |
| 1443                                                                                        | Talhoffers Fechtbuch (Gothaer codex) aus dem jahre 1443, beinhaltet unter anderem Gerichtskampf, auch zwischen Mann und Frau. |
| 1452                                                                                        | Cod. 44 A 8 der Peter von Danzig zugeschrieben wird. es geht um das lange Schwert, kämpfen im Halbschwert, mit dem Buckler, Dolch, das Ringen und Rossfechten, und Bewegungslehre im Kapitel Unterhalten und Aufstehen. Diese Techniken sind verfasst nach den Meistern: Martin Huntfelt (Dolch, Rossfechten, Halbschwert, Unterhalten und Aufstehen = Bewegungslehre), Meister Ott (Ringen), Peter von Danzig (Zweikampf), Andre Lignitzer (Dolch, Ringen, Buckler, Halbschwert) und Johann Lichtenauer (langes Schwert, Rossfechten, Zweikampf) |
| 15. Jahrhundert                                                                             | Cod. I 6 4o 3 (Universitätsbibliothek Augsburg), eine Handschrift die Jud Lew (jude Lew) oder Meister Lew zugeschrieben wird, und den Kampf mit den Kampf mit langem Schwert und gegen Gegner in schwerer Rüstung behandelt. |
| 1482                                                                                        | Das ist herr hannsen Lecküchner von Nurenberg künst vnd zedel ym messer (Über die Kunst des Fechtens mit dem langen Messer von Johannes Lecküchner († 31. Dezember 1482) |
| erste Hälfte des 16. Jahrhunderts                                                           | Kölner Fechtbuch, über den Zweikampf, vermutlich aus der Gegend um Köln, Inhalt: nachgetragenes metallurgisches Rezept (vermutlich unvollständig), Fechtlehre im langen Schwert (auffälligerweise den Lehren des berühmten Johann Liechtenauer widersprechend) mit Schlagdiagramm zur Darstellung, wie Hiebe am Gesicht des Gegners anzubringen seien, Ringlehre, Fechtlehre im langen Messer, Fechtlehre im Schweinespieß (heute: Saufeder), Stangenfechten |
| 1512                                                                                        | Albrecht Dürers Fechtbuch über das Fechten mit dem langen Schwert |
| 1536                                                                                        | Opera Nova von Achille Marozzo |
| 1537                                                                                        | Die Ringer-Kunst des Fabian von Auerswald (Ringer Kunst: fünff und achtzig stücke zu ehren Kurfürstlichen gnaden zu Sachsen etc.), verfasst von Fabian von Auerswald (* 1462; † min. 1544) |
| 1539                                                                                        | Ringer Kunst: fünfundachtzig Stücke/zu ehren Kurfürstlichen Gnaden zu Sachsen etc. Durch Fabian von Auerwald zugerichtet. behandelt Kampfringen |
| 1540er-1550er, je nach Version: Versionen: Dresden I, Vienna I, Munich I, Draftbook Version | Paulus Hector Mairs Fechtbuch, behandelt Kampfringen, eine dem Judo, Ringen und Jujutsu ähnliche Nahkampflehre, Fechten mit Mordaxt, langem Schwert, Sense, Sichel und verschiedensten anderen Waffen. |
| 1553                                                                                        | Trattato di scientia d’arme, con un dialogo di filosofia von Camillo Agrippa |
| 1556                                                                                        | Codex Wallerstein behandelt das Fechten mit langem Schwert, Messer, Dolch, Stechschild und waffenlosen Kampf. |
| 1569                                                                                        | Filosofia de las armas von Jeronimo Sanches da Carranza aus Spanien |
| 1570                                                                                        | Ragione di adoprar sicuramente l’arme si da offesa, come da difesa, zu deutsch: „Die Gründe für den sicheren Einsatz von Waffen für Angriff und Verteidigung“, ist ein italienischsprachiger Traktat über das Fechten, der im Jahr 1570 von Giacomo di Grassi veröffentlicht wurde. Er hatte einen entscheidenden Einfluss auf die Entwicklung der italienischen Fechtkunst. 1594 wurde der Text in einer englischen Übersetzung unter dem Titel „Di Grassi, His True Arte of Defence“ erneut veröffentlicht. In dem Traktat sind die Prinzipien und Methoden des Umgangs mit den verbreitetsten Waffen der Zeit beschrieben, darunter Schwert, Dolch, Kappa, Brokero, Rosella, Hellebarde, Ronha und Lanze. Giacomo di Grassi skizziert einfache Prinzipien und Wege, die Kontrolle über die Waffe zu verbessern. |
| 1570 und 1600 (Auflage I und II, in Teilen voneinander abweichend)                          | Gründtliche Beschreibung der freyen Ritterlichen und Adelichen kunst des Fechten von Joachim Meyer, behandelt das Fechten mit dem langen Schwert. |
| 1583                                                                                        | „Trattato di Camillo Agrippa Milanese di trasportar la guglia in su la piazza di San Pietro“ von Camillo Agrippa, in der Tradition der Venezianischen Fechtschule. |
| 1584                                                                                        | Dialogo di Camillo Agrippa milanese sopra la generatione de venti, baleni, tuoni, fulgori, fiumi, laghi, valli, et montagne von Camillo Agrippa |
| 1595                                                                                        | Nuove inventioni di Camillo Agrippa Milanese sopra il modo di navigare - Versione critica/Nuove inventioni di navigare von Camillo Agrippa |
| 1628                                                                                        | Scola, Overo Teatro: Nelquale sono rappresentate diuerse maniere, e modi di parare, e di ferire di Spada sola, e di Spada, e Pugnale von Nicoletto Giganti, Venezianische Fechtschule |
| 1643 bis 1645                                                                               | Gorin no Sho -das Buch der fünf Ringe ist ein Buch über Kampfkunst-Strategie, vor allem in Hinblick auf den Schwertkampf mit dem Katana und dem japanischen Seitschwert (Wakizashi), aber nicht nur, es geht um die Mentalität, die ein Krieger laut Musashi aufweisen sollte, geschrieben von dem Japaner Miyamoto Musashi etwa in den Jahren 1643 bis 1645. Kulturkreis: Japan, seit Mitte des 20. Jahrhunderts weltweit. |
| 1674                                                                                        | Klare Onderrichtinge der Voortreffelijke Worstel-Konst von Nicolaes Petter aus den Niederlanden, behandelt das Kampfringen |
| 1675                                                                                        | Buch von Perez de Mendoza y Quixada, Fechtbuch, unter anderem der Kampf mit dem Mangual, einer iberischen Flegelwaffe mit drei an einzelnen Ketten befestigten Kugeln wird aufgegriffen. |

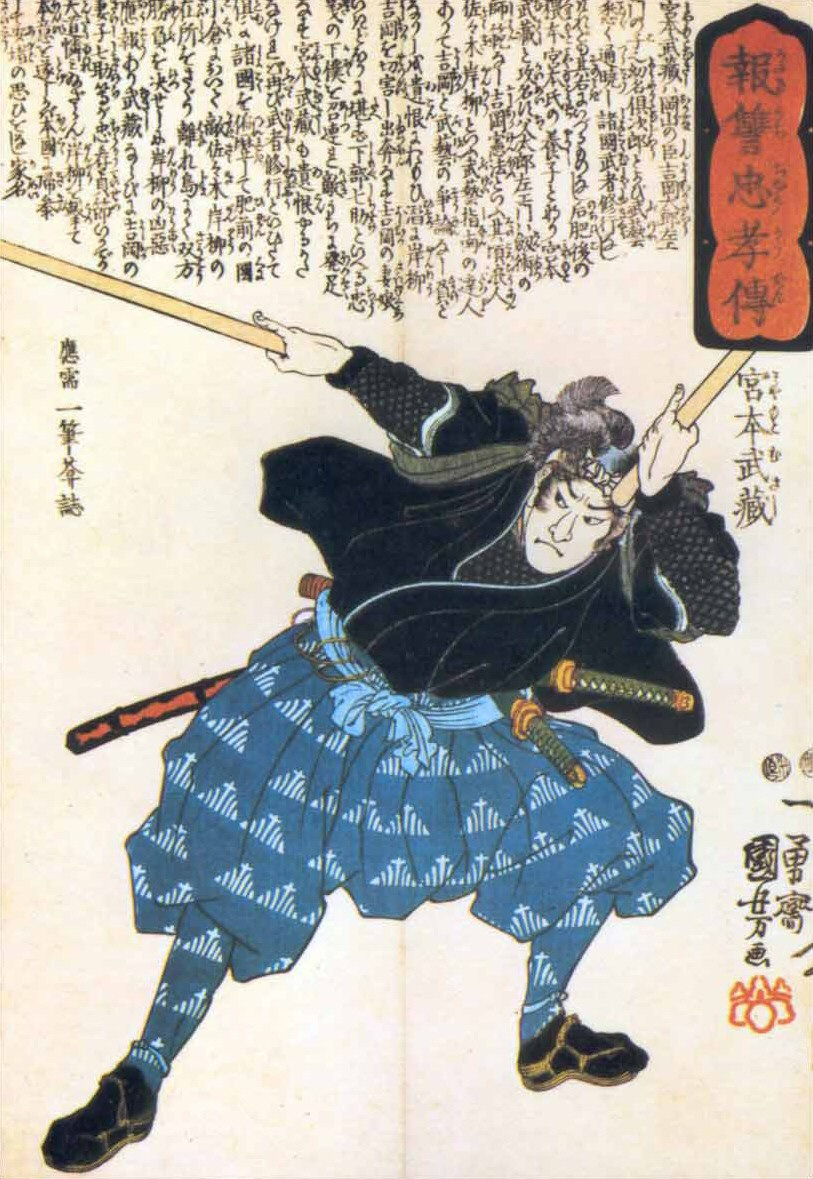
Myamoto Musashi, der mindestens 50 Menschen tötete, und ebenso wie Tsukahara Bokuden als Schwertheiliger gilt - wie Johann Lichtenauer oder Hans Talhofer in Europa

Siehe auch: Liste von Kampfkunst-/Kampfsport- und Selbstverteidigungsbüchern von den Jahren 1700-1963